# Hypochrysops honora
Hypochrysops honora är en fjärilsart som beskrevs av Grose-smith 1898. Hypochrysops honora ingår i släktet Hypochrysops och familjen juvelvingar. Inga underarter finns listade i Catalogue of Life.